# Kulen, Antarktis
Kulen är ett berg i Antarktis. Det ligger i Östantarktis. Norge gör anspråk på området. Toppen på Kulen är 2 308 meter över havet.
Terrängen runt Kulen är huvudsakligen kuperad, men den allra närmaste omgivningen är bergig. Trakten är obefolkad. Det finns inga samhällen i närheten. 